# 费尔加尔
费尔加尔是葡萄牙布拉干萨区的一个堂区。总面积36.23平方公里，总人口1100人，人口密度30.4人/平方公里。